# محل قرار روزهای اول آشنایی
محل قرار روزهای اول آشنایی (به انگلیسی: The Place Promised in Our Early Days) ⁪ (ژاپنی: 雲のむこう、約束の場所 هپبورن: Kumo no Mukō, Yakusoku no Basho, lit. "Beyond the Clouds, the Promised Place") یک فیلم انیمه ژاپنی محصول ۲۰۰۴ به نویسندگی، تولید، فیلمبرداری، کارگردانی و تدوین ماکوتو شینکای است که اولین فیلم بلند او محسوب می‌شود.
در طول چندین سال در تاریخ جایگزین که اتحاد جماهیر شوروی نیمی از ژاپن را اشغال کرده، فیلم دو دوست دوران کودکی را دنبال می‌کند که پس از ناپدید شدن یکی از دوستانشان از هم جدا می‌شوند. با افزایش تنش‌های بین‌المللی و برج مرموز ساخته شده توسط شوروی، ماده ای در اطراف آن از جهان‌های دیگر انتشار می‌یابد، وقتی که آنها یک بار دیگر از مسیر خود عبور می‌کنند، متوجه می‌شوند که ممکن است دوست گم شده آنها کلید نجات جهان باشد.